# Franz Rezek
Franz Rezek (Tsjechisch: František Rezek) (Diwischau, sinds 1945 Divišov bij Beneschau, sinds 1945 Benešov, 1 januari 1847 – Linz, 1 april 1912) was een Boheems componist, muziekpedagoog en militaire kapelmeester.

## Levensloop
Rezek kreeg lessen voor orgel en muziektheorie aan de Praagse orgelschool bij Čeněk Vinař (1835-1872) en viool bij Moritz Mildner (1812-1865), die docent aan het Praagse conservatorium was. In 1865 werd hij lid van de Militaire kapel van het Bataljon van de militaire politie no. 18. In 1870 werd hij overgeplaatst naar de militaire kapel van het Infanterie-Regiment nr. 20. In 1874 werd hij violist in het orkest van de Marienopera in Sint-Petersburg. Daarna volgden weer lidmaatschappen in verschillende militaire orkesten zoals 1876 als muziek-sergeant-majoor in de kapel van het Infanterie-Regiment nr. 9 en in 1878 in het orkest van het Hessen-Infanterie-Regiment nr. 14, waar hij in 1882 kapelmeester werd. In deze functie verbleef hij tot 1911.
Met het Infanterie-Regiment was hij in Bozen, Bregenz (1901-1908) en vooral in Linz gestationeerd. In Linz was hij eveneens 3 jaar compositie-, flügelhoorn en citerleraar van aartshertog Johan Salvator van Oostenrijk. In Linz waren ook de concerten met de Militaire kapel van het Hessen-Infanterie-Regiment nr. 14 erg populair. In deze tijd was hij ook docent aan de Militär-Unterrealschule in Enns.
Hij werden onderscheiden met de Orde (Gouden kruis) van verdienste, de Oorlogsmedaille, de Jubileum-herinneringsmedaille, het Dienstkruis 1e klasse, de Orde van Philipp de Grootmoedige, de Hertog Ernst van Saksen medaille voor kunst en wetenschap. 
Als componist schreef hij 327 werken (marsen, walsen, polka's, gavottes, concertstukken, ouvertures enz.).

## Composities

### Werken voor harmonieorkest
- 1893 Hessen-Marsch (14er Regiments-Marsch)
- 1896 Generalstabsmarsch
- 1898 Lahousenmarsch
- 1909 Magenat-Marsch
- 1910 Hinke-Marsch
- Alpenklänge, concertstuk voor 2 flügelhoorns en harmonieorkest
- Avantgarde-Marsch
- Begrüßungs-Marsch
- Bregenzer Einzugs-Marsch
- Bregenzerwälder-Marsch
- Cavallerie-Marsch
- Commandanten-Marsch
- Crkvice-Lager-Marsch
- Erzherzog Johann Salvator-Marsch
- Feldherrn-Marsch
- Garnisons-Defilier-Marsch
- Heimkehr der Soldaten
- Hoch Linz
- Innsbrucker Promenade-Marsch
- Kanonen Marsch
- Leicht zu Fuß, mars
- Linzer Schani
- Linz - Innsbruck, concertmars, op. 157
- Meduna Marsch
- Nr. 14, Dir bleib ich treu
- Oberst Polaczek-Marsch
- Pionier Marsch
- Pöstlingberg-Marsch
- Regimentsruf Nr. 14
- Schwarzenstein-Marsch
- Skoda-Marsch
- Sturm-Marsch
- Trauermarsch (treurmars) "Zum Grabe (Le chemin au tombeau)"
- Volksgarten-Marsch

### Kamermuziek
- 1893 Heimathsklänge, Ländler voor viool en piano, op. 19

### Werken voor piano
- 1893 Variété, selectie, op. 147
- 1896 Rittnerhorn-Marsch, op. 170 (samen met: Franz David)
- Dansen, voor piano
  1. Marienwalzer, op. 37
  2. Garnisons-Kränzchen, op. 38
  3. Catherine, polka française, op. 40
  4. Klänge im Thale, wals, op. 47
  5. Vergnügungszüge, wals, op. 73
  6. Liebesgruss, wals, op. 108
- Linzer Schan, mars, op. 130
- Linz - Innsbruck, concertmars, op. 157
- Taubenpost, wals, op. 84

### Werken voorCiter
- 1893 Compositionen f. die Zither
  1. In stiller Nacht, op. 1
  2. Garnisons Defilir-Marsch, op. 2 nr. 1
  3. Herzensfreude, Ländler, op. 2 nr. 2
  4. Miau, Miau-Polka, op. 3
  5. Die Gratulantin, polka française, op. 4
  6. Salonklänge, selectie, op. 15
  7. Liebestraum, concert-fantasie, op. 16
  8. Am Donau-Ufer, Idylle, op. 18
  9. Vergissmeinnicht, Lied zonder worden, op. 28
  10. Frühlingsbilder, selectie, op. 41
  11. Erinnerung an Linz, op. 65
  12. Linzer Schan, mars, op. 130
- 1893 Variété, selectie, op. 147
- Echo im Tale
- Kärntner Lieder, op. 54
- Linzer Gemüt
- Linz-Innsbruck, concertmars, op. 157
- Trost und Erinnerung
- Waldidylle